# Oria del Prado
Oria del Prado es un apellido compuesto de Oria (apellido) y del toponímico del Prado, habitual este en otros linajes de la zona de Espinosa de los Monteros y San Pedro del Romeral. Los Oria proceden de la parte alta del valle del Río Oria en Guipúzcoa donde existe el apellido desde los primeros pobladores. Tuvieron solares en Idiazábal, en Ormáiztegui y casa torre desde el siglo XIII en Arriarán, este era un pequeño feudo de los Oria.
Este linaje Vasco, estaba unido a las ferrerías abundantes en su valle y desde allí debieron llegar como ferrones a varias zonas de España, entre ellas a la cuenca del río Viaña en los Montes de Pas por el siglo XV. 

## Oria en Cantabria
Aparece los Oria por primera vez en los Montes de Pas y lugar de Viaña en 1534 con Juan García Oria, entre varios vecinos de Espinosa de los Monteros. En 1565 aparece Juan Ruiz de Oria de Viaña como vecino de Espinosa. En el padrón de Espinosa de 1613 aparecen García Oria, Juan García Oria, Juan Oria del Monchino Rueda y su hijo Pedro Oria en barrios de Quintanilla y Bárcenas.
El primero del apellido Oria del Prado que se tiene referencia, es Juan Oria del Prado, nacido en 1585 en Espinosa de los Monteros, hijo de Pedro Ruiz Oria y de María Azcona y nieto de Juan Oria del Monchino Rueda. Este Juan Oria del Prado fue alcalde ordinario de Espinosa en 1627.
Todos parece indicar que fue Ruiz de Oria la forma troncal de la que luego emanaron las ramas Oria de Rueda y Oria del Prado. Las ramas Ruiz Oria y  Oria de Rueda pasaron a la villa de Ntra. Sra. Vega y el linaje Oria del Prado a San Pedro del Romeral. Se cree que "el Prado" era un topónimo de la zona de San Pedro del Romeral.
En el Expte. Hidalguía de 1817 en la Real Chancillería Valladolid, de José de Oria vecino de Comillas, hijo de Fernando de Oria y de María Martínez, son sus bisabuelos Francisco Oria del Prado y Juliana López ambos vecinos del barrio de Aldano en San Pedro del Romeral y padres estos de Fernando Oria del Prado (abuelo) nacido en 1693 y casado con Juliana López de la Portilla y padres de Josefa, Fernando, Juana y Miguel.
En el padrón de 1754 de la villa de San Pedro está Juan Antonio Oria y en el de ese mismo año en Entrambasmestas (Aldano) está Miguel Oria del Prado y sus hijos Juan, José, Miguel y Fernando todos hijosdalgo. El citado Juan tiene a su vez 3 hijas y Fernando a una hija.
Entre 1788 y 1824 todos los Oria registrados en los libros de bautismo de Entrambasmestas son Oria del Prado, seguramente descendientes de los dos únicos Oria que figuran en el padrón de 1762: Juan Oria del Prado, casado con María Gómez Fraile, y Fernando Oria del Prado, casado con Josepha López de la Portilla.
Traen por armas: Escudo cortado el primero en campo azur y dos águilas de oro; el segundo en campo de plata y en él un lobo andante negro, con lengua colorada.